# Vật liệu từ cứng

Hình ảnh các nam châm đất hiếm NdFeB - vật liệu từ cứng điển hình

Vật liệu từ cứng là vật liệu sắt từ, khó khử từ và khó từ hóa. Ý nghĩa của tính từ "cứng" ở đây chính là thuộc tính khó khử từ và khó bị từ hóa, chứ không xuất phát từ cơ tính của vật liệu từ.

## Lịch sử
Vật liệu từ cứng là loại vật liệu từ được phát hiện và sử dụng sớm nhất trong lịch sử loài người. Người Trung Quốc cho rằng từ đời Hoàng Đế (trị vì Trung Hoa từ những năm 2698 TCN đến 2599 TCN), đã chế tạo ra các kim chỉ nam dùng để xác định phương hướng. Đó là các đá nam châm có khả năng hút sắt và định hướng Bắc-Nam. Chính sử đầu tiên ghi chép việc chế tạo các la bàn này là đầu đời Nhà Chu (1046-771 TCN) và la bàn thực sự xuất hiện nhiều là thế kỷ thứ 7 trước công nguyên (đồng thời ở Trung Quốc và Hy Lạp). Các kim chỉ nam trong la bàn là một dạng của vật liệu từ cứng, là các oxide sắt {\displaystyle Fe_{3}O_{4}}.
Các vật liệu từ cứng thương phẩm dùng để chế tạo nam châm vĩnh cửu xuất hiện lần đầu tiên vào những năm từ 1740 đến 1750 ở châu Âu và thực sự phát triển mạnh từ cuối thế kỷ 19, đầu thế kỷ 20 đến nay.

## Các đặc trưng

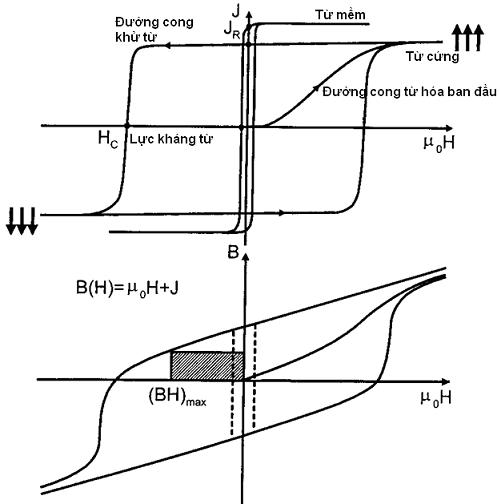
Đường cong từ trễ và các đặc trưng của vật liệu từ cứng

Vật liệu từ cứng có nhiều đặc trưng từ học, sự phụ thuộc của tính chất từ vào nhiệt độ, độ bền, độ chống mài mòn... Dưới đây liệt kê một số đặc trưng quan trọng.

### Lực kháng từ
Lực kháng từ, ký hiệu là {\displaystyle H_{c}} là đại lượng quan trọng đặc trưng cho tính từ cứng của vật liệu từ cứng. Vì vật liệu từ cứng là khó từ hóa và khó khử từ, nên ngược lại với vật liệu từ mềm, nó có lực kháng từ cao. Điều kiện tối thiểu là trên 100 Oe, nhưng vật liệu từ cứng phổ biến thường có lực kháng từ cỡ hàng ngàn Oe trở lên. Nguồn gốc của lực kháng từ lớn trong các vật liệu từ cứng chủ yếu liên quan đến đến dị hướng từ tinh thể lớn trong vật liệu. Các vật liệu từ cứng thường có cấu trúc tinh thể có tính đối xứng kém hơn so với các vật liệu từ mềm và chúng có dị hướng từ tinh thể rất lớn.
Lực kháng từ của vật liệu từ cứng thông thường được biết đến qua công thức:
{\displaystyle H_{c}=a.{\frac {K_{1}}{I_{s}}}+b(N_{1}-N_{2})I_{s}+c.{\frac {\lambda _{s}\tau }{I_{s}}}}
trong đó:
- Thành phần thứ nhất có đóng góp lớn nhất với {\displaystyle K_{1}} là hằng số dị hướng từ tinh thể bậc 1, {\displaystyle I_{s}} là từ độ bão hòa.
- Thành phần thứ 2, đóng góp nhỏ hơn một bậc với {\displaystyle N_{1},N_{2}} là thừa số khử từ đo theo hai phương khác nhau.
- Thành phần thứ 3 có đóng góp nhỏ nhất với {\displaystyle \lambda _{s}} là từ giảo bão hòa, {\displaystyle \tau } là ứng suất nội.

Và a, b, c lần lượt là các hệ số đóng góp.

### Tích năng lượng từ cực đại
Tích năng lượng cực đại là đại lượng đặc trưng cho độ mạnh yếu của vật từ, được đặc trưng bởi năng lượng từ cực đại có thể tồn trữ trong một đơn vị thể tích vật từ. Đại lượng này có đơn vị là đơn vị mật độ năng lượng {\displaystyle {\frac {J}{m^{3}}}}.
Tích năng lượng từ cực đại được xác định trên đường cong khử từ (xem hình vẽ) thuộc về góc phần tư thứ 2 trên đường cong từ trễ, là một điểm sao cho giá trị của tích cảm ứng từ B và từ trường H là cực đại. Vì thế, tích năng lượng từ cực đại thường được ký hiệu là {\displaystyle (B.H)_{max}}.
Vì là tích của B (đơn vị trong CGS là Gauss - G), và H (đơn vị trong CGS là Oersted - Oe), nên tích năng lượng từ còn có một đơn vị khác là GOe (đơn vị này thường dùng hơn đơn vị chuẩn SI trong khoa học và công nghệ vật liệu từ) {\displaystyle 1GOe={\frac {8}{1000}}{\frac {J}{m^{3}}}}.
Để có tích năng lượng từ cao, vật liệu cần có lực kháng từ lớn và cảm ứng từ dư cao.

### Cảm ứng từ dư
Cảm ứng từ dư, thường ký hiệu là {\displaystyle B_{r}} hay {\displaystyle J_{r}}, là cảm ứng từ còn dư sau khi ngắt từ trường (xem hình).

### Nhiệt độ Curie
Đây là nhiệt độ mà tại đó vật liệu bị mất từ tính, trở thành chất thuận từ. Một số vật liệu từ cứng được ứng dụng trong các nam châm hoạt động ở nhiệt độ cao nên nó đòi hỏi nhiệt độ Curie rất cao. Loại vật liệu từ cứng có nhiệt độ Curie cao nhất hiện nay là nhóm các vật liệu trên nền SmCo có nhiệt độ Curie từ 500 °C đến trên 1000 °C.

### Mật độ từ tích hiệu dụng
Các phương trình Maxwell (trong hệ đo lường SI) áp dụng cho vật liệu từ cứng, khi không có dòng điện tự do chạy bên trong vật liệu này:
{\displaystyle \nabla \times \mathbf {H} =\mathbf {0} }
{\displaystyle \nabla \cdot \mathbf {B} =\nabla \cdot \mu _{0}(\mathbf {H} +\mathbf {M} )=0}
Ở đây, B là cảm ứng từ, H là cường độ từ trường, M là độ từ hóa. Vậy tồn tại trường vô hướng Vm, gọi là thế vô hướng từ (đóng vai trò tương tự điện thế trong tĩnh điện học), thỏa mãn:
{\displaystyle \mathbf {H} =-\nabla V_{m}}
{\displaystyle \nabla ^{2}V_{m}=-\rho _{m}}
với ρm là mật độ từ tích hiệu dụng (đóng vai trò tương tự mật độ điện tích trong tĩnh điện học):
{\displaystyle \rho _{m}=-\nabla \cdot \mathbf {M} }

## Ứng dụng
Vật liệu từ cứng có thể dùng để chế tạo các nam châm vĩnh cửu hoặc được sử dụng làm vật liệu ghi từ trong các ổ đĩa cứng, các băng từ.

## Một số loại
- Hợp kim AlNiCo: Là hợp kim được sử dụng trong nam châm vĩnh cửu, có thành phần chủ yếu là nhôm (Al), niken và côban (Co), có thể có thêm các thành phần phụ gia như đồng (Cu), titan (Ti),... Hợp kim này có từ dư cao, nhưng có lực kháng từ khá nhỏ (thường không vượt quá 2 kOe) và có giá thành cao. Cấu trúc tinh thể của NdFeB

Cấu trúc tinh thể của NdFeB

- Vật liệu từ cứng ferrite: Là các gốm ferrite, mà điển hình là ferrite bari (BaFexO), stronsti (SrFexO) và có thể bổ sung các nguyên tố đất hiếm (ví dụ lanthannium (La)) để cải thiện tính từ cứng. Ferrite là vật liệu có 2 phân mạng từ bù trừ nhau, và chứa hàm lượng ôxi lớn nên khó tạo ra từ độ lớn, nhưng lại có lực kháng từ lớn hơn rất nhiều so với AlNiCo. Lực kháng từ của ferrite có thể đạt tới 5 kOe. Ferrite có điểm mạnh là rẻ tiền, chế tạo dễ dàng và có độ bền cao. Vì thế nó chiếm phần lớn thị phần nam châm thế giới (tới hơn 50%) dù có phẩm chất không phải là cao.
- Các vật liệu từ cứng liên kim loại chuyển tiếp - đất hiếm: Điển hình là hai hợp chất {\displaystyle Nd_{2}Fe_{14}B} và họ SmCo (Samarium-Cobalt), là các vật liệu từ cứng tốt nhất hiện nay. Hợp chất Nd2Fe14B có cấu trúc tứ giác, có lực kháng từ có thể đạt tới trên 10 kOe và có từ độ bão hòa cao nhất trong các vật liệu từ cứng, do đó tạo ra tích năng lượng từ khổng lồ. SmCo là loại vật liệu từ cứng có lực kháng từ lớn nhất (có thể đạt tới 40 kOe), và có nhiệt độ Curie rất cao nên thường sử dụng trong các máy móc có nhiệt độ hoạt động cao (nam châm nhiệt độ cao). Tuy nhiên, nhược điểm của các nam châm đất hiếm là có độ bền không cao (do các nguyên tố đất hiếm dễ bị oxy hóa), có giá thành cao do các nguyên tố đất hiếm có giá thành rất cao, vật liệu NdFeB còn có nhiệt độ Curie không cao lắm (312oC) nên không sử dụng ở điều kiện khắc nghiệt được. Nam châm đất hiếm có tích năng lượng từ kỷ lục là {\displaystyle Nd_{2}Fe_{14}B} đạt tới 57 MGOe.
- Hợp kim FePt và CoPt: Bắt đầu được nghiên cứu từ những năm 1950s. Hệ hợp kim này có cấu trúc tinh thể tứ giác tâm diện (fct), thuộc loại có trật tự hóa học L10, có ưu điểm là có lực kháng từ lớn, có khả năng chống mài mòn, chống oxy hóa rất cao. Loại hợp kim này hiện nay đang được sử dụng làm vật liệu ghi từ trong các ổ cứng.
- Nam châm tổ hợp trao đổi đàn hồi: Loại vật liệu được bắt đầu phát triển từ những thập kỷ 90 của thế kỷ 20, với cấu trúc tổ hợp của hai loại vật liệu: vật liệu từ mềm cung cấp từ độ bão hòa lớn, vật liệu từ cứng cho lực kháng từ cao, và các hạt tổ hợp ở kích thước nanomet, có liên kết trao đổi với nhau, tạo ra tính chất tổ hợp và sẽ cho loại nam châm mới với tính từ cứng tuyệt vời, lớn hơn tất cả các vật liệu từ cứng đã biết. Tuy nhiên, vào thời điểm hiện tại, các tính chất đạt được trong thực tế còn thua xa dự đoán lý thuyết do chưa tạo được cấu trúc hoàn hảo như dự đoán. Loại vật liệu này vẫn trong giai đoạn nghiên cứu phát triển.